# Sale (épiceries)
Pour les articles homonymes, voir Sale.
Sale est une chaîne de petits et moyens magasins de vente de produits alimentaires en Finlande. Sale est une filiale de S-Ryhmä.

## Présentation
La chaîne Sale gère 308 magasins. Les magasins Sale sont situés dans les centres-villes, les banlieues et les zones rurales. Les magasins proposent une gamme de 1 700 à 3 000 produits, principalement des produits alimentaires et d’hygiène.

## Galerie

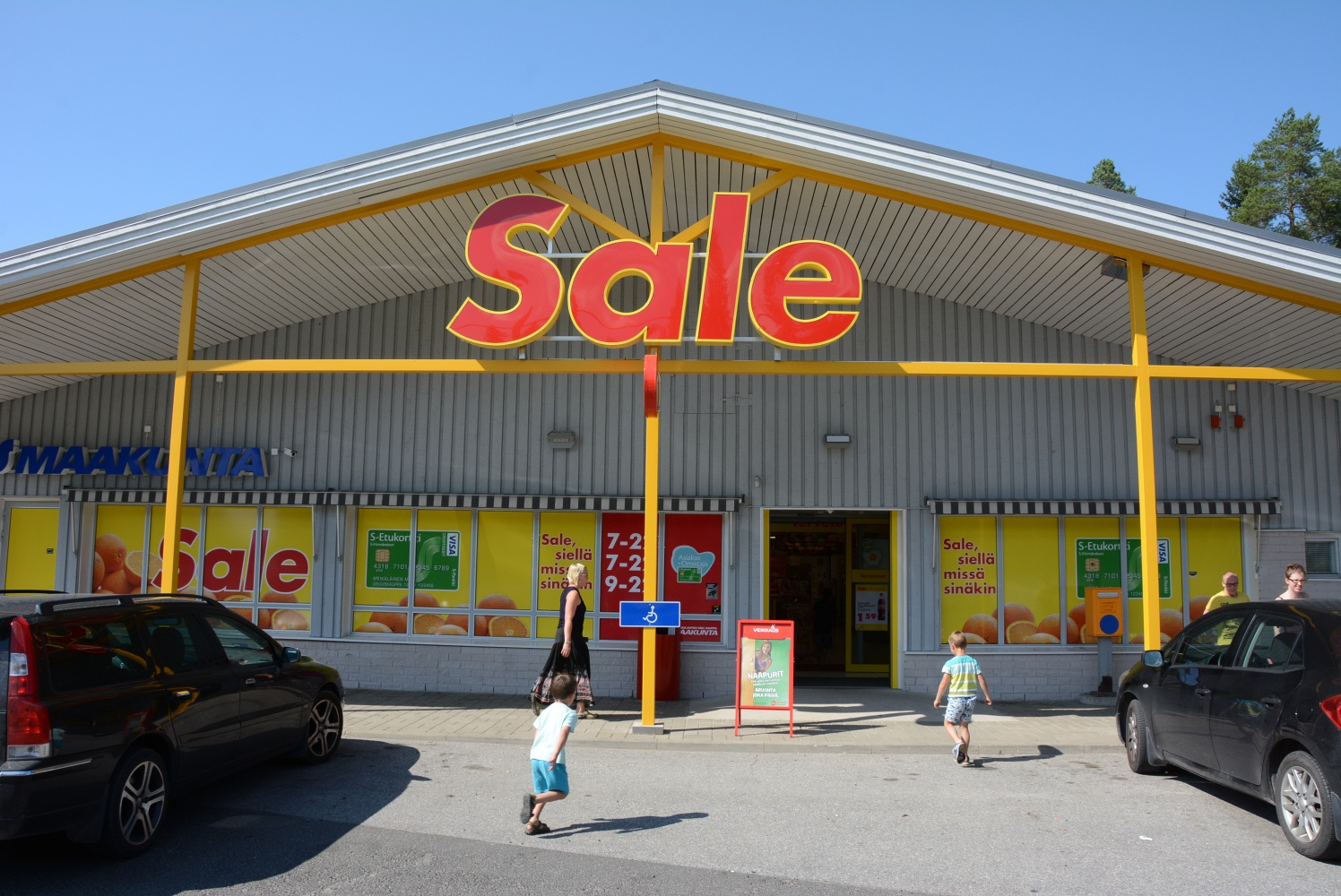
Sale à Kajaani.
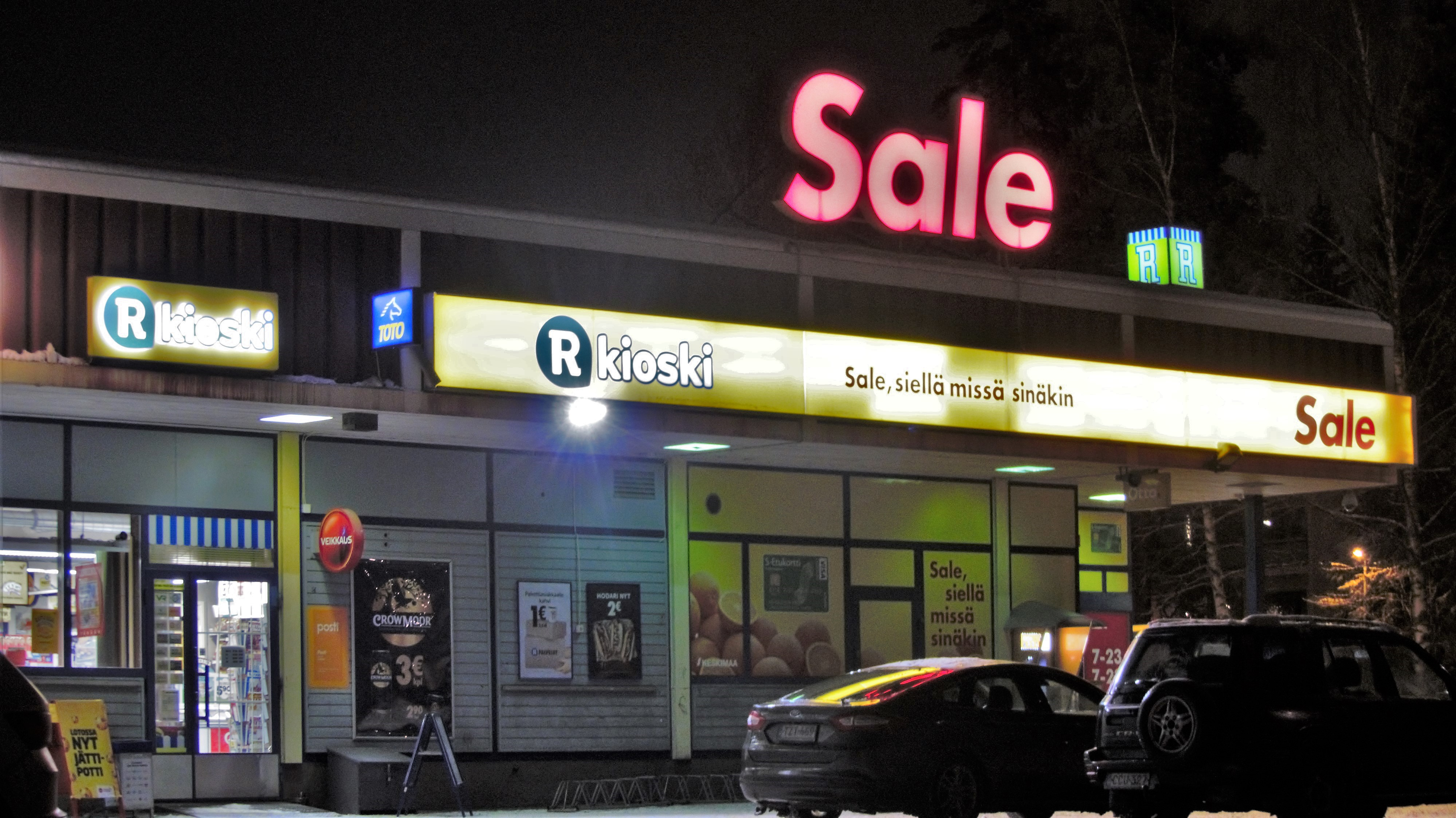
Sale de Keltinmäki.
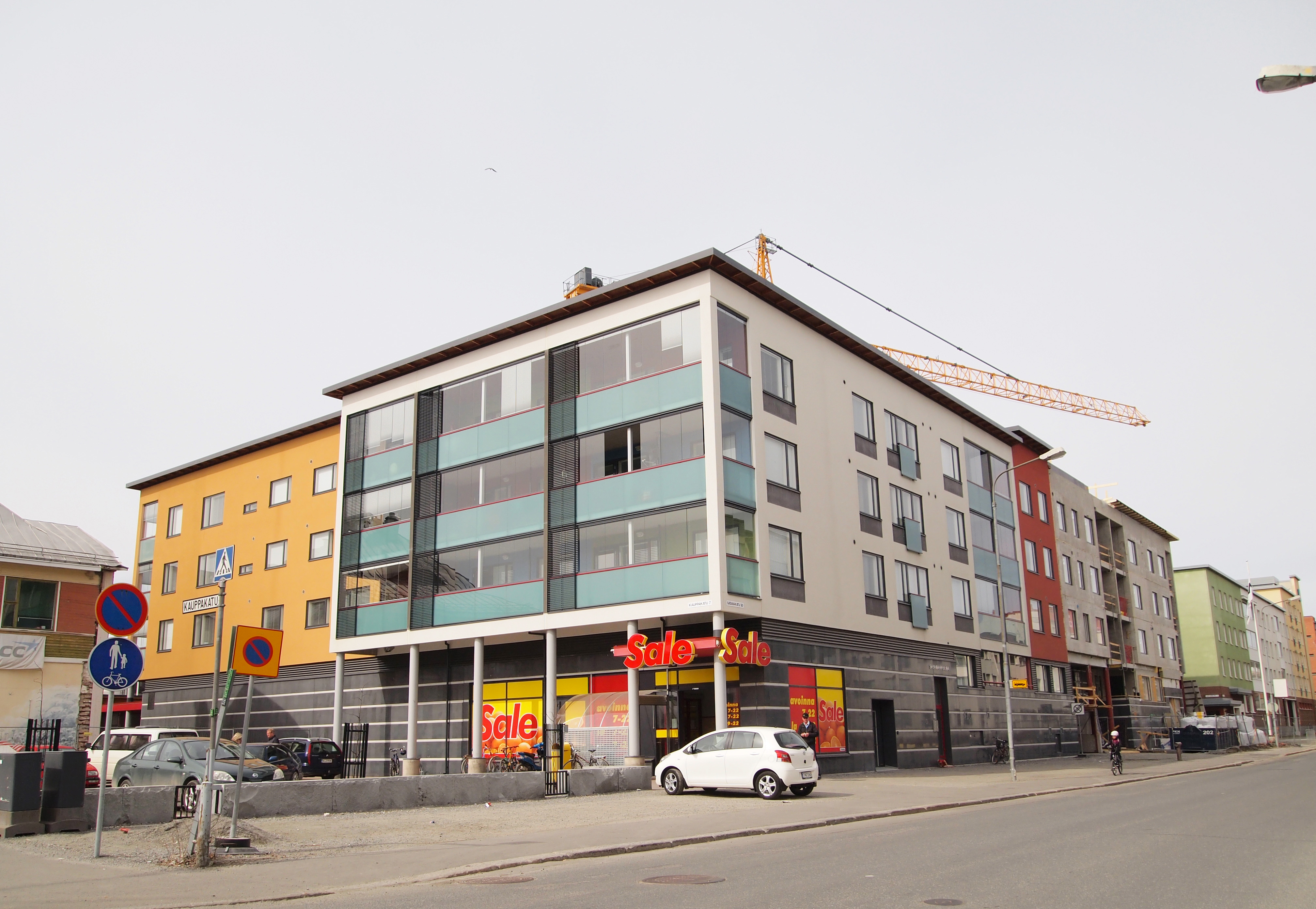
Sale à  Kuopio.

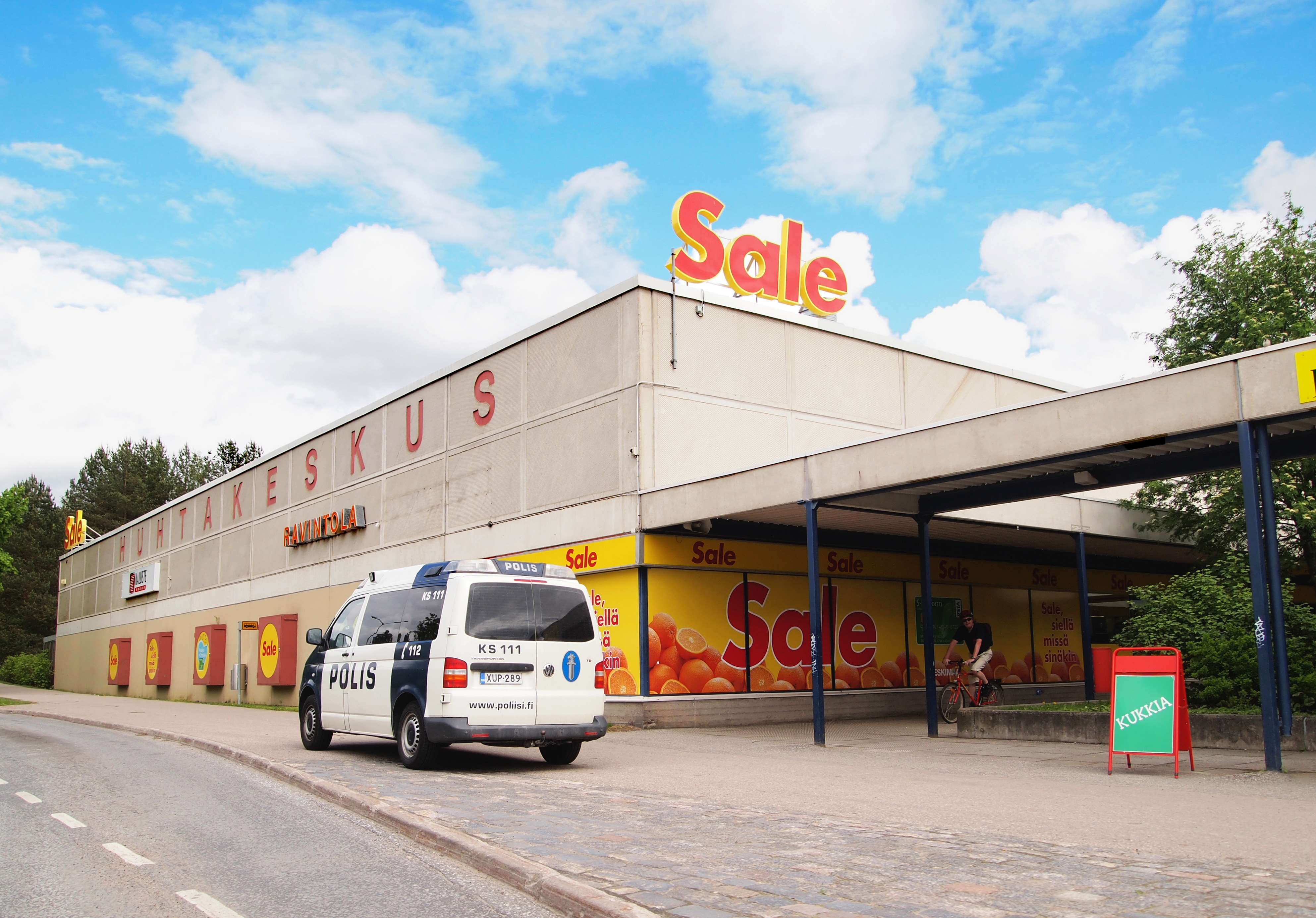
Sale à Jyväskylä.
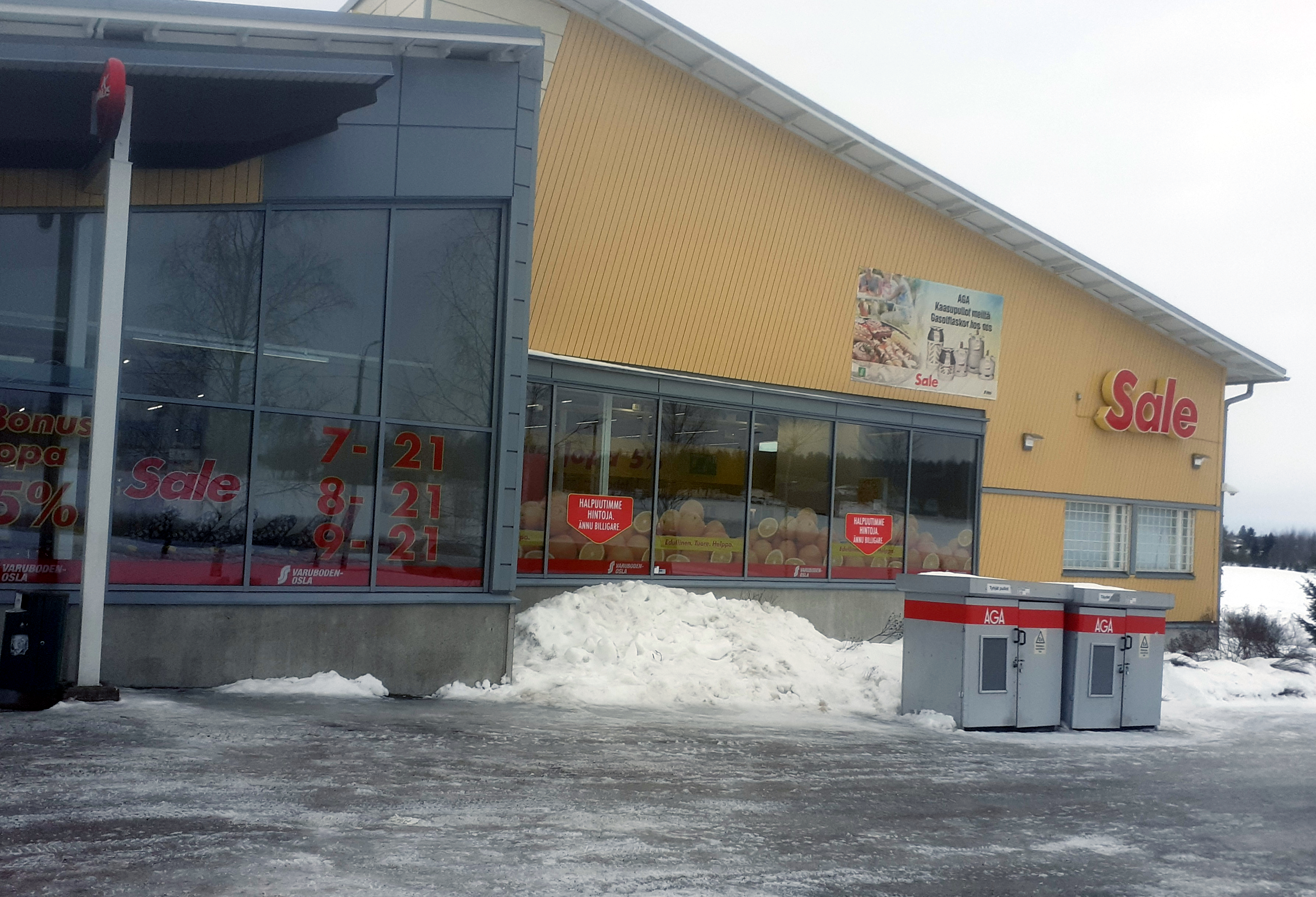
Sale à Pornainen.
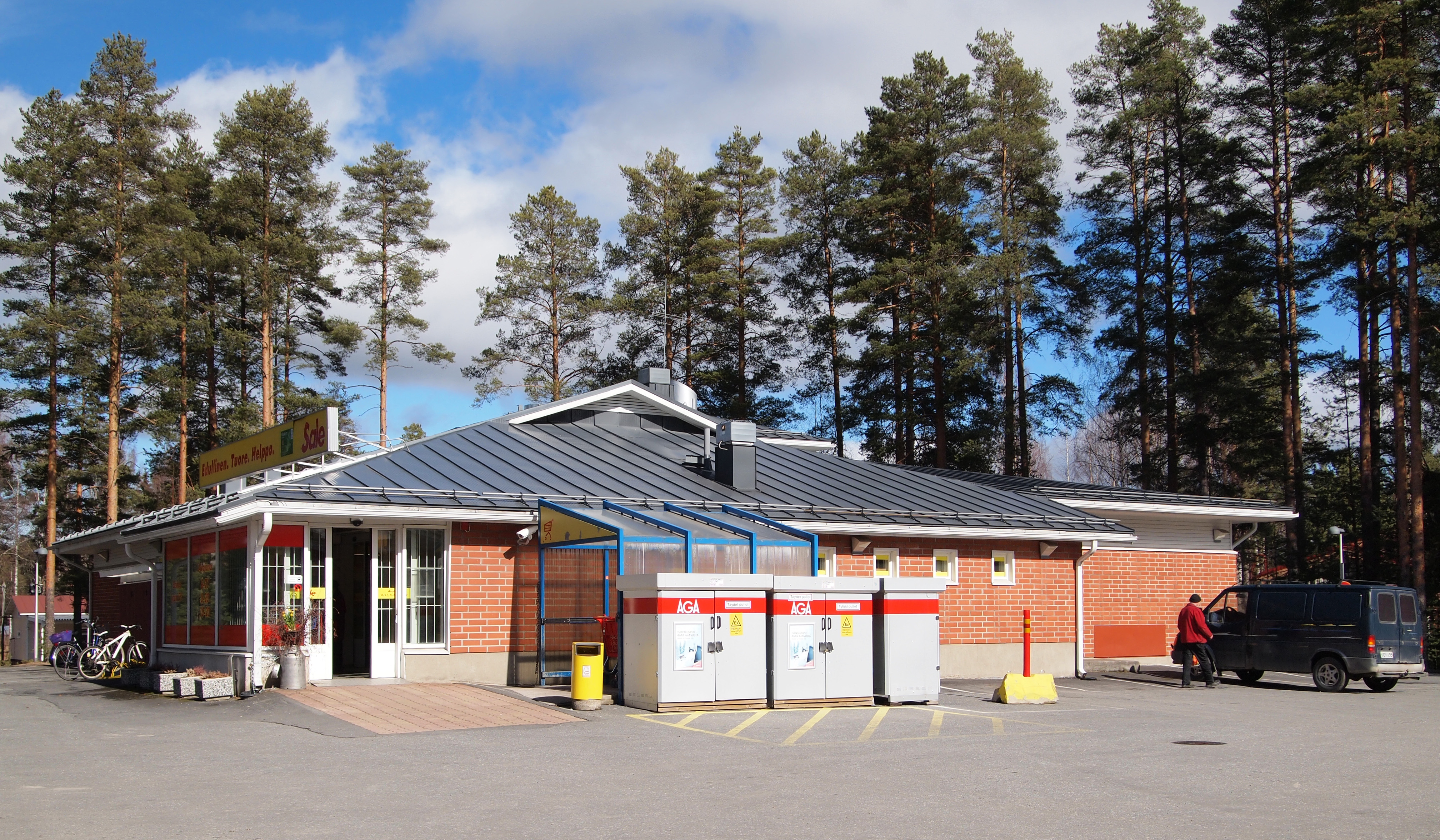
Sale à Toivakka.